# フロックス (芸能事務所)
有限会社 フロックスは、日本の芸能事務所。主に俳優のマネージメントを手掛けている。

## 所属俳優

### 男性
- 菊地尚弘
- 齋藤彰
- 高崎隆二
- 三浦秀斗

### 女性
- 桜銀花
- 高石うさぎ
- 根建伸子
- 間中優子
- 山田夏子

## かつて所属していた俳優

### 男性
- 奥村真
- 上谷健一
- 小井根武
- 佐藤勝己
- 高木嘉明
- 田村知宏
- 濱崎一也
- 前波行則
- やはぎ早矢

### 女性
- 石井久美子
- 落合百合子
- 加藤みほこ
- 喜多真弓
- 佐々木美鈴
- そそおか小笹
- 中山亜紀